# Matanza de la cárcel Modelo de Madrid

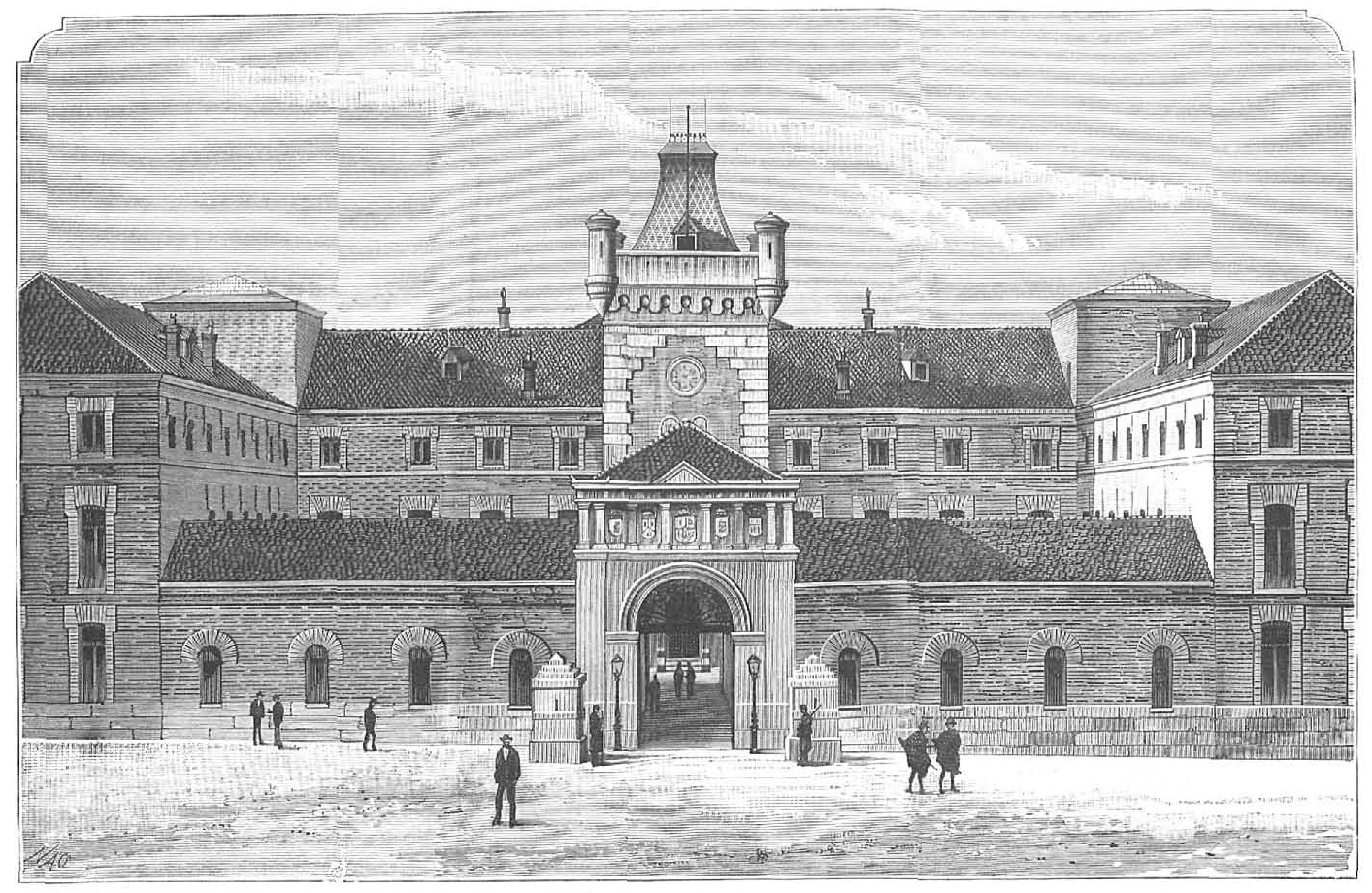
Fachada principal de la cárcel Modelo de Madrid, dibujo de Manuel Nao en La Ilustración Española y Americana, 30 de diciembre de 1883.

La matanza de la cárcel Modelo de Madrid fue un suceso luctuoso que tuvo lugar al comienzo de la guerra civil española. La tarde del 22 de agosto de 1936 comenzó un confuso incendio en el interior de la prisión, la cual, desde el comienzo de la guerra, acogía a numerosos presos políticos y militares sospechosos de ser partidarios de la sublevación militar. Se corrió el rumor por Madrid de que se estaba produciendo una fuga de la prisión, por lo que una masa indignada se presentó a las puertas de la cárcel, exigiendo la ejecución de los presos «fascistas». Un grupo de milicianos anarquistas entró en su interior y se hizo con el control de la prisión, al tiempo que las autoridades se mostraban incapaces de recuperar el control de la situación. Aquella misma noche una treintena de conocidos políticos y militares que se encontraban recluidos fueron asesinados por los milicianos.
La reputación del Gobierno republicano, que no había sido capaz de controlar a la muchedumbre y evitar la matanza, quedó gravemente afectada y provocó las protestas del Cuerpo diplomático acreditado en Madrid.

## Contexto histórico
El 17 de julio de 1936 la guarnición militar de Melilla se sublevó contra el legítimo gobierno de la República, una rebelión que pronto se extendió al resto de España. En Madrid, también hubo algunos conatos de levantamiento, pero para el día 20 los sublevados habían sido derrotados en las principales ciudades de España. Ello significó el comienzo de la Guerra Civil. En el contexto militar, la situación no era muy positiva para la República. Durante agosto de 1936, los sublevados habían logrado llevar a cabo importantes avances en Andalucía occidental y en Extremadura. En muchos lugares se desencadenó una fuerte represión contra los partidarios de la República, o contra aquellos que hubieran votado al Frente Popular en las elecciones de febrero. En su avance hacia Madrid, las fuerzas rebeldes habían tomado Badajoz tras una corta pero sangrienta lucha; a continuación, desencadenaron una matanza sobre los defensores y habitantes de la ciudad. Se estima que fueron ejecutadas entre 1800 y 4000 personas.

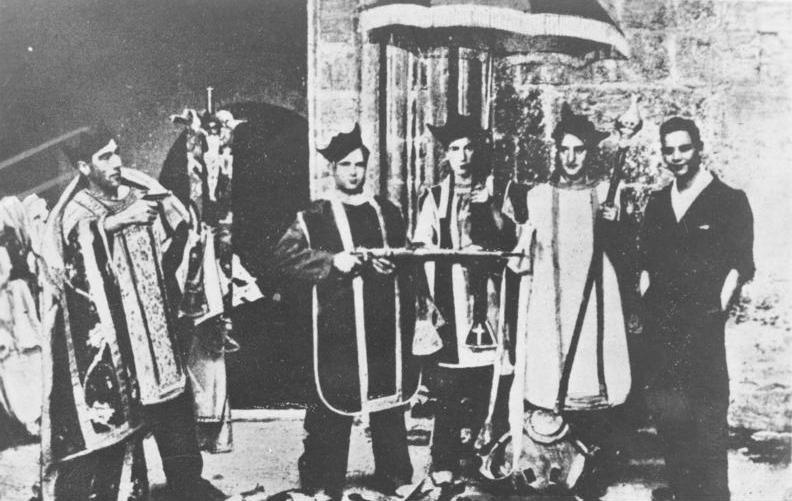
Milicianos vestidos con ropas litúrgicas, tras el saqueo de una iglesia. Madrid, 1936.

Frente a la violencia de la facción sublevada, en la zona republicana también se desencadenó una oleada de represión revolucionaria contra todos aquellos considerados como «fascistas» y enemigos de la República o la revolución. Las autoridades republicanas, sin embargo, no compartían esta represión incontrolada. Tras el estallido de la Guerra Civil, las estructuras del estado republicano colapsaron, y en muchos casos, aunque las autoridades quisieran, no tenían medios para evitar que se produjeran asesinatos incontrolados en su retaguardia. Esta situación se mantuvo durante las primeras semanas.
Para entonces también se iniciaron los primeros bombardeos aéreos sobre Madrid. El 7 de agosto tuvo lugar un primer bombardeo aéreo sobre la capital, que supuso el asesinato de varios prisioneros derechistas en represalia. El día 22 fue bombardeada la Base Aérea de Getafe, dos días después la de Aeródromo de Cuatro Vientos y el 27 de agosto fue bombardeada la misma ciudad de Madrid. Esto continuó los días siguientes, 28 y 29 de agosto. El propio Ministerio de la Guerra resultó alcanzado por algunas explosiones, que causaron varios muertos y serios daños materiales.
Asimismo los días 20 y 21 de agosto ya se comentaba en Madrid «lo de Badajoz», en alusión a la terrible matanza de Badajoz que había tenido lugar el 14 de agosto. Francisco Espinosa Maestre ha sugerido que la indignación que provocó influyera en la matanza de la Cárcel Modelo.

## La cárcel Modelo en el verano de 1936
La cárcel Modelo se encontraba situada en el barrio madrileño de Argüelles. La estructura interna estaba formada por cinco galerías situadas en forma de estrella alrededor de un patio central; todas ellas constaban de una planta inferior, cuatro superiores y la central, la del patio. En agosto de 1936, la situación era la siguiente: en la primera galería se encontraban los presos militares; en la segunda y en la tercera se encontraban los presos de significación derechista; en la cuarta se encontraban los delincuentes comunes (principalmente por robo); en la quinta se encontraban los detenidos en aplicación de la ley de vagos y maleantes y los condenados por delitos de sangre.
Ya desde antes del estallido de la contienda —debido a las redadas policiales de la primavera de 1936 que se saldaron con numerosos derechistas detenidos— la cárcel Modelo tenía una población reclusa que superaba con creces el límite de 1200 presos para los que estaba diseñada. Tras el comienzo de la guerra se produjeron numerosas detenciones, y para el 21 de julio —cuatro días después del comienzo de la sublevación militar— más de 1000 personas en Madrid habían sido puestas bajo custodia policial. Unas semanas después, el 9 de agosto, unos 1800 prisioneros calificados de «fascistas» se encontraban encarcelados en la prisión Modelo, de los cuales 400 eran oficiales del Ejército con rango superior a capitán, 400 eran oficiales de menor graduación y 700 eran «señoritos» o prisioneros políticos. Paul Preston eleva la cifra de militares encarcelados a más de un millar, y cifra el total de presos recluidos en unos 5000, una cifra muy por encima del límite normal. Las celdas, diseñadas para acoger a un preso, en agosto de 1936 acogían hasta cinco personas. Sin embargo, no todos los encarcelados lo estaban en contra de su voluntad ya que, paradójicamente, en el contexto de las primeras semanas de la guerra, la prisión era uno de los lugares más seguros para los sospechosos de ser partidarios o simpatizantes del bando sublevado.
La cárcel Modelo también mantuvo a la administración carcelaria de preguerra, con Anastasio Martínez Nieto como director y Tomás de Miguel Frutos como subdirector. Y a diferencia de lo que había ocurrido en otras cárceles de Madrid, la Modelo seguía estando bajo control de los funcionarios de prisiones y la Guardia de Asalto.

## Los sucesos

### Los días anteriores
Los prisioneros derechistas y militares solían reunirse en los patios y celebraban los avances de las tropas rebeldes; en otros casos, Preston afirma que los presos más jóvenes gritaban abiertamente insultos y eslóganes «fascistas» al paso de los milicianos. Ramón Serrano Suñer, uno de los encarcelados en la prisión, manifestaría posteriormente que muchos de los más jóvenes creían firmemente que la liberación por las fuerzas sublevadas estaba próxima, y también el temor que le causaban las constantes provocaciones de algunos de los presos «políticos». Esto se producía mientras el Ejército de África avanzaba con rapidez hacia Madrid, en un contexto de gran nerviosismo entre muchos milicianos republicanos, que consideraban que los encarcelados esperaban la más mínima oportunidad para unirse a los sublevados.
A mediados de agosto de 1936 corrieron rumores de que los presos derechistas de la cárcel Modelo planeaban fugarse. Algunos periódicos de la zona republicana, como Claridad, se hicieron eco de un hipotético plan de fuga de los detenidos derechistas y denunciaron los privilegios de los que disponían muchos presos políticos (como era el caso del periodista simpatizante de la Falange Manuel Delgado Barreto, que podía recibir visitas libremente). También se criticó el papel de algunos guardas de prisión, a los que se acusó de complicidad con los presos derechistas; tras la publicación del artículo de Claridad, algunos de los guardias desaparecieron y otros fueron retirados de la prisión y/o posteriormente detenidos como sospechosos. Todo esto atrajo la atención del Comité Provincial de Investigación Pública (CPIP), que el 21 de agosto decidió enviar a dos grupos a la prisión para realizar registros, especialmente con la misión de investigar a los militares y presos derechistas que estaban recluidos allí. Contaron con la autorización del director general de Seguridad, Manuel Muñoz Martínez. Los milicianos del Comité de Investigación Pública, mandados por Felipe Sandoval y Santiago Aliques Bermúdez interrogaron a los reclusos y hubo casos en los que, además, les robaron objetos personales, dinero, relojes, etc.
La noche del 18 de agosto llegaron a Madrid las noticias sobre la matanza de Badajoz, cuyo relato fue publicado por el diario Informaciones.
La noche del 21 al 22 de agosto los sublevados bombardearon Madrid, concretamente el barrio de Argüelles, donde se encontraba la cárcel Modelo, causando daños considerables. Al día siguiente, por la tarde, mientras los hombres de Sandoval continuaban los registros en la cárcel, los delincuentes comunes se amotinaron y exigieron su inmediata puesta en libertad, amenazando con asesinar a los presos políticos. Sandoval fue a hablar con ellos y les prometió la libertad si se unían a la CNT.

### Incendio y asalto de la cárcel
De repente se desató un incendio en la leñera, situada en el sótano de la segunda galería de la cárcel, la que ocupaban los presos falangistas. En medio de esa situación una ametralladora instalada previamente por las milicias anarquistas en la azotea abrió fuego y la ráfaga cayó sobre los presos derechistas: la mayoría pudo ponerse a cubierto, pero once resultaron heridos y seis murieron en el acto, entre ellos el líder y fundador del Partido Agrario, José Martínez de Velasco. Empezó a correr el rumor por Madrid de que el incendio había sido provocado por falangistas recluidos con el objetivo de escapar de la cárcel. En este sentido, Paul Preston señala la posibilidad de que presos comunes hubieran provocado el incendio en la leñera y lo hubieran hecho en complicidad con los hombres de Sandoval, aunque también señala como algo plausible que el líder falangista Julio Ruiz de Alda hubiese sobornado a algunos guardias para que estos, en medio de la confusión, les permitieran escapar. Por su parte, Hugh Thomas acepta la versión del presidente del Tribunal Supremo, Mariano Gómez González, que creía que había sido un incendio provocado por los presos «fascistas».
En los aledaños de la cárcel, donde se escucharon los disparos procedentes del interior, se empezó a concentrar una masa enfurecida. En ese contexto, muchos guardias de la prisión huyeron. Un buen número de milicianos entraron en la cárcel aprovechando la entrada de los bomberos que habían acudido allí para apagar el fuego. A su vez, aprovechándose también de esta situación de desconcierto, algunos presos políticos derechistas lograron escapar de la prisión.
Ante los sucesos que estaban teniendo lugar en la prisión Modelo, algunas autoridades republicanas —como el ministro de la gobernación, general Sebastián Pozas, el director general de Seguridad, Manuel Muñoz Martínez, y el director general de Prisiones, Pedro Villar Gómez— se trasladaron hasta el lugar. Cuando llegaron, se encontraron con que la multitud allí concentrada exigía a gritos la liberación de los presos comunes y amenazaba con entrar violentamente en la cárcel para ir a por los derechistas detenidos. También se desplazó hasta allí la milicia de élite del PSOE, «La Motorizada», que intentó evitar que más personas se unieran a la enfurecida multitud. El director general de Seguridad fue a hablar con el presidente del consejo de ministros, José Giral, para solicitarle la puesta en libertad de los presos comunes, a lo que Giral accedió inmediatamente. Sin embargo, cuando Muñoz regresó a la prisión Modelo descubrió que Sandoval y sus hombres ya habían dejado escapar a unos 200 presos.
Muñoz también se encontró con que un improvisado comité se había hecho cargo de la prisión y rechazaba la propuesta de liberar a los presos comunes por considerar que una medida como aquella no iba a solucionar la grave situación existente. Algunos de los presos liberados saquearon la despensa de la cárcel, mientras los hombres de Sandoval proseguían con el registro y empezaron a hacer una minuciosa selección de los detenidos —políticos y militares— más destacados. Los funcionarios de la prisión que siguieron en sus puestos no pudieron hacer otra cosa que ver con impotencia cómo los milicianos revisaban los historiales de los prisioneros.

### Las ejecuciones
Ante la situación creada, a las siete de la tarde de aquel día se decidió poner en libertad a los presos comunes. Todavía no estaba claro qué se iba a hacer con los presos políticos. En ese momento, algunos de los milicianos que habían tomado el control de la prisión decidieron formar un tribunal revolucionario que juzgase a los presos derechistas más peligrosos. Entre 24 y 30 de ellos fueron seleccionados y, tras un corto juicio, ejecutados en el sótano de la cárcel, la noche del 22 al 23 de agosto.

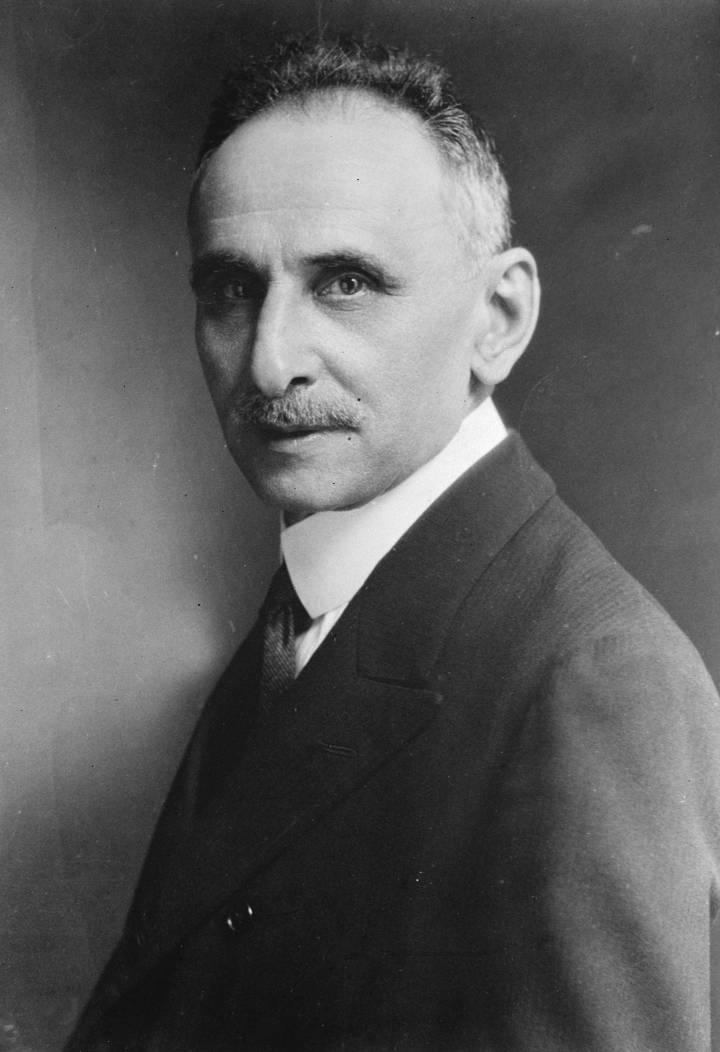
Melquíades Álvarez, uno de los fusilados más notorios.

Entre ellos se encontraban varios políticos «moderados» como Melquíades Álvarez —expresidente del Congreso de los Diputados—, Manuel Rico Avello —exministro y antiguo alto comisario de España en Marruecos—, Ramón Álvarez-Valdés —exministro de Justicia—, o Elviro Ordiales Oroz, que había sido director general de Prisiones en 1934. De entre los presos falangistas fueron seleccionados algunos destacados como Julio Ruiz de Alda —cofundador de Falange en 1933— o Fernando Primo de Rivera, militar y hermano del fundador. Además de Ruiz de Alda y Primo de Rivera, también fueron ejecutados tres militantes falangistas que tenían pasado izquierdista: Sinforiano Moldes —antiguo anarquista—, Enrique Matorras Páez —antiguo comunista— y Nicasio Ribagorda Pérez.
De los militares presos que fueron ejecutados, destacan los generales Rafael Villegas —el jefe teórico de la rebelión militar en Madrid—, Osvaldo Capaz Montes —destacado africanista y sospechoso por su participación en la conspiración militar— o el médico y teniente José Ignacio Fanjul Sedeño, hijo del general Fanjul, que había sido juzgado y ejecutado apenas unos días antes. También fueron fusilados el diputado y líder del Partido Nacionalista, José María Albiñana, los diputados cedistas Tomás Salort y Rafael Esparza García, o el monárquico Francisco Javier Jiménez de la Puente. Otro de los fusilados destacados fue el comisario Santiago Martín Báguenas, que había sido comisario-jefe del Cuerpo de Investigación y Vigilancia, además de un estrecho colaborador del jefe principal de la rebelión militar, el general Emilio Mola. Martín Báguenas era un personaje odiado por su antiguo papel en la represión policial.
Julius Ruiz señala que tras los fusilamientos, diez cuerpos fueron llevados al cementerio del Este, mientras que otros fueron abandonados en los terrenos de la Ciudad Universitaria y en los campos de la pradera de San Isidro. Durante el resto de la noche siguió agolpada a las puertas de la prisión una masa de personas que exigía que los presos todavía recluidos fueran ejecutados. Sin embargo, finalmente un grupo de guardias de asalto y otro de milicianos socialistas de «la Motorizada», mandados por Enrique Puente, lograron dispersar a la multitud concentrada, debiendo hacer también grandes esfuerzos para expulsar a los milicianos anarquistas de Sandoval. A la mañana del día siguiente, 23 de agosto, se hizo balance de lo que realmente había ocurrido. La prensa de la época interpretó la matanza como una respuesta a un intento de fuga de los presos «fascistas» y, también, como una venganza por el bombardeo aéreo ocurrido anteriormente.

## Consecuencias
A primeras horas de la mañana, el 23 de agosto, la embajada británica en Madrid envió al gobierno de Londres un informe donde se detallaba lo que había ocurrido. Cuando la noticia apareció en la prensa y se conoció fuera de Madrid, se originó un escándalo. El cuerpo diplomático extranjero exigió al presidente Giral que cesaran estas ejecuciones extrajudiciales, o de lo contrario los embajadores se retirarían de la capital. A última hora del 22 de agosto, el encargado de negocios británico, George Ogilvie-Forbes, había ido al Ministerio de Asuntos Exteriores y le había pedido al ministro que se pusiera fin a las ejecuciones. El ministro, Augusto Barcia Trelles, le confesó «al borde de las lágrimas» la impotencia del gobierno ante la situación que se estaba viviendo en la Prisión Modelo. El propio José Giral lloró al conocer lo sucedido.
El líder socialista Indalecio Prieto visitó la cárcel después de producirse las ejecuciones y ante la escena que vio, le dijo al jefe de los milicianos de la prisión: «La brutalidad de lo que aquí acaba de ocurrir significa, nada menos, que con esto hemos perdido la guerra». Cuando Cipriano Rivas Cherif, cuñado del presidente Manuel Azaña, lo visitó el 24 de agosto, este se encontraba destrozado por la noticia y fuera de sí. Comentó en medio de una gran alteración: «¡Han asesinado a Melquíades! ¡Esto no, esto no! Me asquea la sangre, estoy hasta aquí; nos ahogará a todos». Azaña llegó a plantearse dimitir de su puesto, pero Ángel Ossorio y Gallardo le disuadió de hacerlo.
Aunque es difícil delimitar las responsabilidades individuales, el historiador Hugh Thomas, por ejemplo, critica el papel pasivo que tuvo el director general de Seguridad, Muñoz Martínez. Por su parte, el gobierno republicano —ante la situación de ajustes de cuentas y asesinatos incontrolados que se había creado en la zona republicana— la misma noche de la matanza en la cárcel Modelo decidió establecer los llamados «Tribunales Especiales contra la rebelión, la sedición y los delitos contra la Seguridad del Estado», que finalmente acabarían siendo conocidos como «Tribunales Populares». Estos nuevos órganos judiciales estarían formados por catorce delegados del Frente Popular y la CNT, además de tres miembros del Cuerpo Judicial tradicional. Se esperaba que los Tribunales Populares aplacaran los excesos revolucionarios y que ofrecieran al menos ciertas garantías judiciales a los acusados. Aunque la situación tendió a estabilizarse, durante algún tiempo continuarían produciéndose ejecuciones incontroladas.